# 恒春钩藤
恒春钩藤（学名：Uncaria lanosa f. setiloba）为茜草科钩藤属下的一个变型。

## 扩展阅读
- 維基物種上的相關：恒春钩藤